# Eleccions parlamentàries ruandeses de 2013
Les eleccions parlamentàries ruandeses de 2013 van tenir lloc a Ruanda entre el 16 i el 18 de setembre de 2013. El resultat va ser una victòria per al Front Patriòtic Ruandès, que va mantenir la seva majoria absoluta a la Cambra de Diputats de Ruanda, guanyant 41 de la 80 escons.

## Sistema electoral
Dels 80 escons a la cambra dels diputats, 53 van ser elegits directament per llista tancada de representació proporcional amb un llindar electoral del 5%. Un altre 27 escons van ser elegits indirectament per consells locals i nacionals, inclosos 24 reservats per a dones, dos per a representants de la joventut i un altre per a representants de minusvàlids.

## Incidents
El cap de setmana anterior a les eleccions, els dies 13 i 14 de setembre, dues granades van explotar en un mercat de Kigali. El govern de Ruanda va acusar les Forces Democràtiques d'Alliberament de Ruanda (FDLR), les restes de la força responsable del genocidi ruandès de 1994. Es va preguntar sobre la credibilitat de les eleccions com a transparents, lliures i justes. D'altra banda, es va informar que las votacions es van produir de manera ordenada i sense incidents.

## Resultats
| Partit                          | Partit                            | Vots      | %     | Escons | +/– |
| ------------------------------- | --------------------------------- | --------- | ----- | ------ | --- |
| Coalició Front Patriòtic        | Front Patriòtic Ruandès           |           | 76.22 | 37     | +1  |
| Coalició Front Patriòtic        | Partit Demòcrata Centrista        | 1         | 76.22 | 0      |     |
| Coalició Front Patriòtic        | Partit Democràtic Ideal           | 1         | 76.22 | 0      |     |
| Coalició Front Patriòtic        | Partit pel Progrés i la Concòrdia | 1         | 76.22 | 0      |     |
| Coalició Front Patriòtic        | Partit Socialista Ruandès         | 1         | 76.22 | 0      |     |
| Partit Socialdemòcrata          | Partit Socialdemòcrata            |           | 13.03 | 7      | 0   |
| Partit Liberal                  | Partit Liberal                    |           | 9.29  | 5      | +1  |
| Partit Social Imberakuri        | Partit Social Imberakuri          |           |       | 0      | Nou |
| Independents                    | Independents                      |           |       | 0      | 0   |
| Membres escollits indirectament | Membres escollits indirectament   | –         | –     | 27     | –   |
| Total                           | Total                             | 5,881,874 | 100   | 80     | 0   |
| Votants registrats/participació | Votants registrats/participació   | 5,953,531 | 98.80 | –      | –   |
| Font: IPU, All Africa           |                                   |           |       |        |     |